# Distrito de Moquegua
El distrito peruano de Moquegua es uno de los 6 distritos de la Provincia de Mariscal Nieto, ubicada en el Departamento de Moquegua, bajo la administración del Gobierno regional de Moquegua, al sur del Perú.
Su capital es la ciudad de Moquegua.
Desde el punto de vista jerárquico de la Iglesia católica forma parte de la Diócesis de Tacna y Moquegua la cual, a su vez, pertenece a la Arquidiócesis de Arequipa.

## Demografía
La población censada en el año 2007 fue de 49,419 habitantes.

## Autoridades

### Municipales
- 2019 - 2022[3]
  - Alcalde: Abraham Alejandro Cárdenas Romero, de Unión por el Perú.
  - Regidores:

  1. Roxana Jéssica Churata Condori (Unión por el Perú)
  2. Sulvi Ysabel Vera Manrique (Unión por el Perú)
  3. Augusto Fredy Toledo Cuayla (Unión por el Perú)
  4. Branndy Jordy Nina Salas (Unión por el Perú)
  5. Fidel Quispe Belizario (Unión por el Perú)
  6. Míriam Elizabeth Poma Apaza (Unión por el Perú)
  7. Ángel Esteban Panca Quispe (Juntos por el Perú)
  8. Víctor Manuel Revilla Coayla (Acción Popular)
  9. Salomón Gonzaga Apaza Yucra (Peruanos Por el Kambio)

## Festividades
- Mayo: Fiesta de las cruces
- Octubre: Santa Fortunata
- Noviembre: Aniversario y Semana del Damasco.